# Лавейкін Олександр Іванович
Олекса́ндр Іва́нович Лаве́йкін — радянський космонавт, Герой Радянського Союзу (1987), льотчик-космонавт СРСР (№ 62), бортінженер космічного корабля «Союз ТМ-2» та орбітальної станції «Мир». Здійснив один космічний політ тривалістю 174 доби 3 години 25 хвилин 56 секунд.